# Theater auf der Cortina

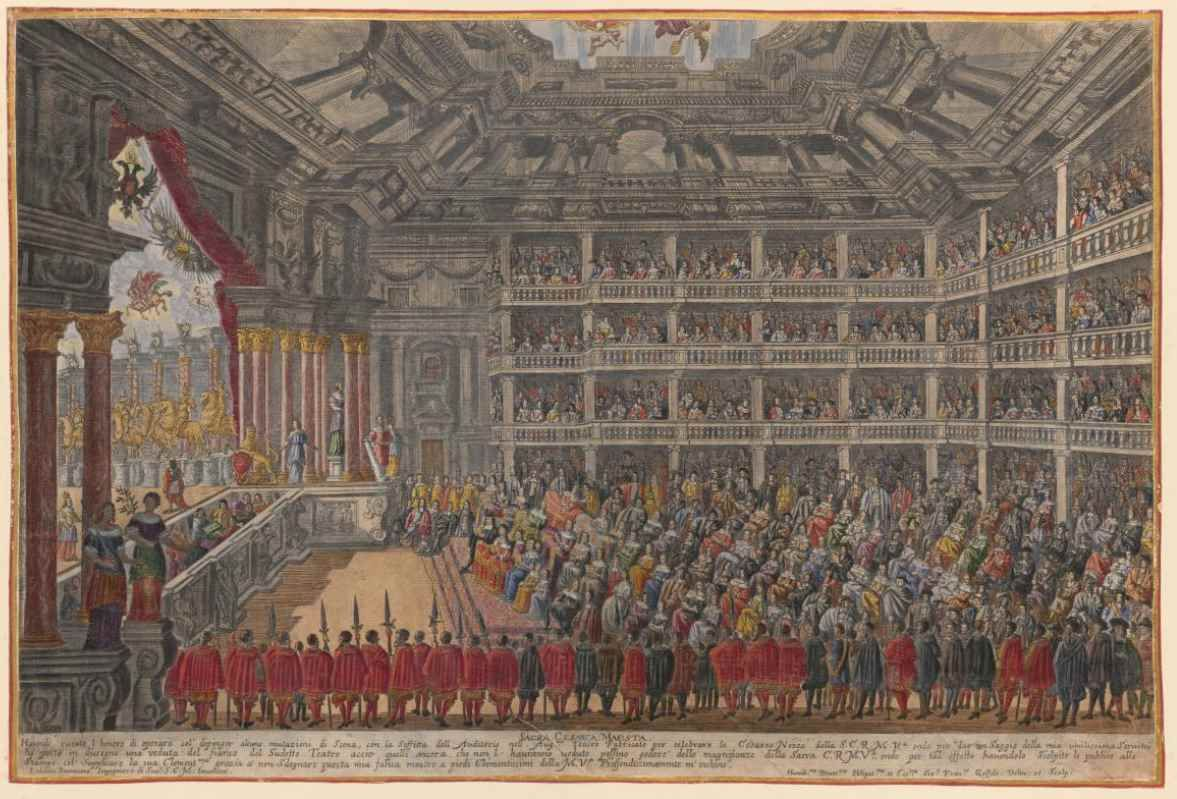
Innenansicht des Theaters auf der Cortina während der Oper Il pomo d’oro 1668

Das Theater auf der Cortina (auch Comödi.Hauß, Comedi.Hauß oder Theater auf der Kurtine) war ein Opernhaus in Wien. Es wurde im Jahre 1668 eröffnet und 1683 bereits wieder abgerissen.

## Vorgeschichte und Vorbauten

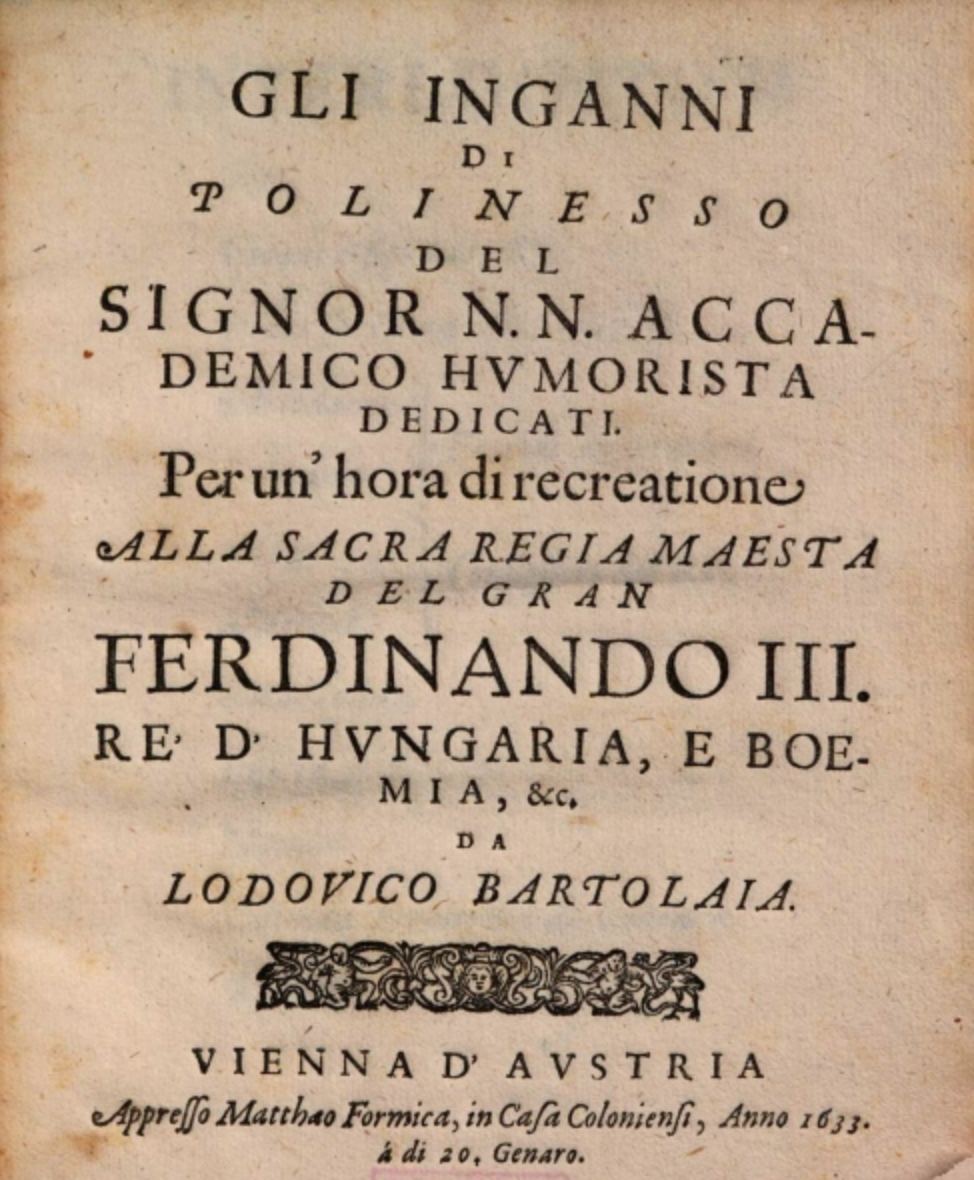
Titelblatt der Oper Gli Inganni von Lodovico Bartolaia, Wien 1633

Durch die Kaiserin Eleonora Gonzaga wurde die italienische Opernkultur aus ihrer Heimat Mantua mit an den Wiener Hof ihres Mannes Ferdinand II. gebracht, mit dem sie 1622 vermählt wurde. Mantua war unter ihrem Vater Vincenzo I. Gonzaga zu einem Zentrum der Kunst in Italien geworden. An seinem Hof lebte und arbeitete Claudio Monteverdi, der mit der Oper L’Orfeo im Jahre 1607 eine der ersten Opern der Musikgeschichte schrieb.
Anlässlich der Krönung Eleonores zur ungarischen Königin 1622 war bereits die erste große Ballettaufführung in Wien über die Bühne gegangen, bei der die Tänzerinnen unter der Choreografie der Kaiserin die Buchstaben des Namens ihres Gatten Ferdinand II. nachformten.
Eleonora förderte Musik und Theater am Hof. Die erste Überlieferung einer italienischen Oper am Wiener Hof datiert von 1625 anlässlich des Geburtstages von Ferdinand II.
Eines der ersten festen Theater nördlich der Alpen entstand in Innsbruck. Es wurde 1629/1630 im ehemaligen Ballhaus (Dogana) von Christoph Gumpp unter Erzherzog Leopold V. errichtet.
Der Innsbrucker Hof, dessen Kultur stark an Italien orientiert war, übte bis zum Aussterben der Tiroler Linie der Habsburger 1665 einen beträchtlichen Einfluss auf Wien aus. Gumpp vollendete auch 1655 in Innsbruck an der Stelle des heutigen Landestheaters das Neue Komödienhaus.
Des Weiteren entstand 1629–1631 im Wiener Hofburgbereich durch Hofbaumeister Giovanni Battista Carlone zwischen dem damaligen oberen und unterem Burggarten (heute Bereich der Redoutensäle) der Neue Saal (auch Spanischer Saal genannt), in welchem am 9. März 1631 das Pastorale La caccia felice und ab Jänner 1633 erstmals Opernaufführungen (u. a. die Opern Gli inganni di Polinesso und Il Sidonio des ersten namentlich bekannten Opernkomponisten Wiens Ludovico Bartolaia) stattfanden. Der Saal wurde 1658 erneuert. Als das große Hoftheater wurde es bis 1699 von Francesco Galli da Bibiena erneut renoviert und am 28. Jänner 1700 mit Draghis Oper Alceste (Text: Donato Cupeda) wiedereröffnet, mit der auch die Geburt der Erzherzogin Maria Josepha gefeiert wurde. Dieses wurde 1744 anlässlich der Erbauung der Redoutensäle abgebrochen.
Im Jahre 1651/1652 errichtete Giovanni Burnacini das älteste freistehende Theatergebäude Wiens. Das zu hoff erpaute Theatrum war ein hölzerner Theaterbau, der im Jänner 1652 mit der Oper La Gara (Musik: Antonio Bertali, Libretto: Alberto Vimina), anlässlich der Geburt der Infantin Margarete von Spanien, eröffnet wurde.
Auch wurde 1659 auf dem Tummelplatz (Reitplatz mit dem heutigen Josephsplatz identisch) ein hölzerner Theaterbau errichtet, der zuvor 1653 in Regensburg für die Krönungsfeierlichkeiten Ferdinands IV. von Giovanni Burnacini aufgebaut worden war, danach sofort abgebaut, per Schiff nach Wien verbracht und im kaiserlichen Arsenal bis zum Wiederaufbau eingelagert wurde. Er hatte nur bis 1690 Bestand.

## Gebäude

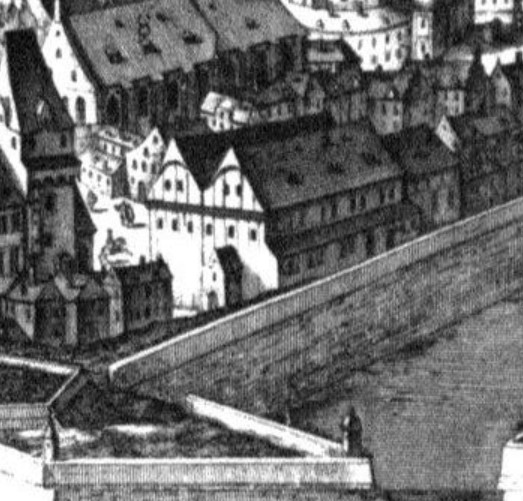
Theater auf der Cortina in einem Ausschnitt aus einer Stadtansicht Wiens von 1683

Das Theater auf der Cortina wurde auf der Kurtine der Wiener Burgbastei (daher auch der Name „Theater auf der Cortina“) ab 1666 in unmittelbarer Nähe zur Hofburg in ihrer damaligen Form (heute ungefähr auf dem Gelände des sogenannten Bibliothekshofes hinter dem Prunksaaltrakt der Hofburg) als hölzerner Theaterbau errichtet. Es hatte ca. 5000 Plätze und Außenmaße von 65 m × 27 m. Außen erinnerte sein Anblick eher an eine Scheune, im Inneren war es mit Pappmaché, Leinwand, Gips, Farbe und Stoffen prunkvoll ausgestattet. Die drei Logenränge waren jedoch nicht im Oval oder Halbrund angeordnet, sondern dem eckigen Grundriss entsprechend parallel bzw. rechtwinkelig zum Bühnenportal.

## Geschichte

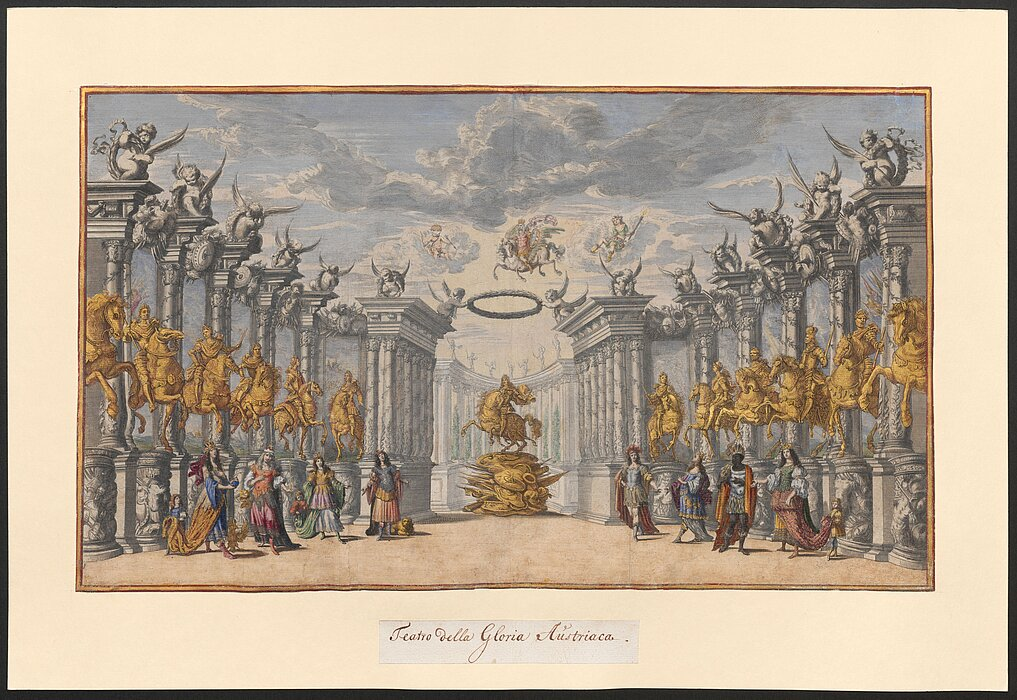
Kupferstich zum Prolog der Oper Il Pomo d’oro: „Teatro della Gloria austriaca“, Wien 1667

Am 20. Februar 1666 erließ Kaiser Leopold I. im Hinblick auf seine Hochzeitsfeierlichkeiten (ab 24. Jänner 1667) mit der spanischen Infantin Margarita Teresa ein Dekret an Lodovico Ottavio Burnacini zur Errichtung des Theaters.
Der Bau wurde allerdings erst mit Verspätung im August 1667 fertiggestellt und wurde aus Anlass des Geburtstags der Kaiserin eröffnet. 
Am 12. und 14. Juli 1668 wurde das Theater in zwei nachmittäglichen Aufführungen eröffnet. Die dazu ausgewählte Oper Il pomo d’oro (Der goldene Apfel) von Antonio Cesti (Libretto: Francesco Sbarra) hatte eine Länge von fast zehn Stunden, weshalb die Aufführung aufgeteilt wurde, um dem Publikum das zu lange Sitzen zu ersparen. Die Handlung wurde von 12 Hauptrollen und 20 Nebenrollen getragen, verteilt auf 23 Bühnenbilder mit 67 Auftritten inklusive Flug- und anderen Maschinen. Die Kosten der Aufführung sollen sich auf 100.000 Gulden belaufen haben, etwa 1.000 Personen sollen mitgewirkt haben. Dies war noch jahrelang danach Gesprächsstoff in ganz Europa. Einen Teil der Noten der Oper hatte der musikalische Kaiser selber für seine Braut geschrieben.
Nach der Eröffnung wurde das Theater jedoch nurmehr selten für Theateraufführungen genutzt (gesichert ist die Aufführung nur für drei weitere Opern):
- Il ratto della Sabine (Komponist: Antonio Draghi; Libretto: Nicolò Minato) 9. und 10. Juni 1674
- Il fuoco eterno delle Vestali (Komponist: Antonio Draghi; Libretto: Nicolò Minato) 1674
- Monarchia latina trionfante (Komponist: Antonio Draghi/Johann Heinrich Schmelzer; Libretto: Nicolò Minato) 8. Okt. 1678

Zu Beginn der Zweiten Türkenbelagerung Wiens 1683 wurde das Opernhaus wegen seiner Lage direkt an den Festungsmauern und der leichten Entflammbarkeit seiner Baumaterialien abgetragen.
Der kaiserliche Historiograph Johann Peter von Vaelckeren schrieb dazu im Jahre 1684 über den 16. Juli 1683:

„Also hatte der Feind auch diesen und vorherigen Tag viele Feuer:Kugeln und Bomben hereingeworffen/ so aber geringen Schaden gethan haben/ obschon deren etliche in das negst am Wall neben dem Kayserl. Pallast gestandene/ also genante Comödi.Hauß gefallen seynd: welches Comödi.Hauß weilen es groß und mit Oel überall angestrichen war/ stunde man billich in Forchten/ das Feuer wurde dort ehender und mehreren Schaden thun mit Gefahr anderer in der nähe stehender Kirchen/Clöster und stattlicher Gebäuen; Aber/GOtt Lob/ Nein/ dann es seynd die wenigste von denen hereingeflogenen Bomben/ zersprungen/ sondern fast alle von sich selbst erloschen. Das Comödi.Hauß aber hat man alsobald mit der größten Gefahr der Arbeiter abtragen und darnach die Stützen unter sich weghacken und also über einen Hauffen fallen lassen/ das Holz aber bald wieder zu denen Abschnitten nützlich verbrauchet.“

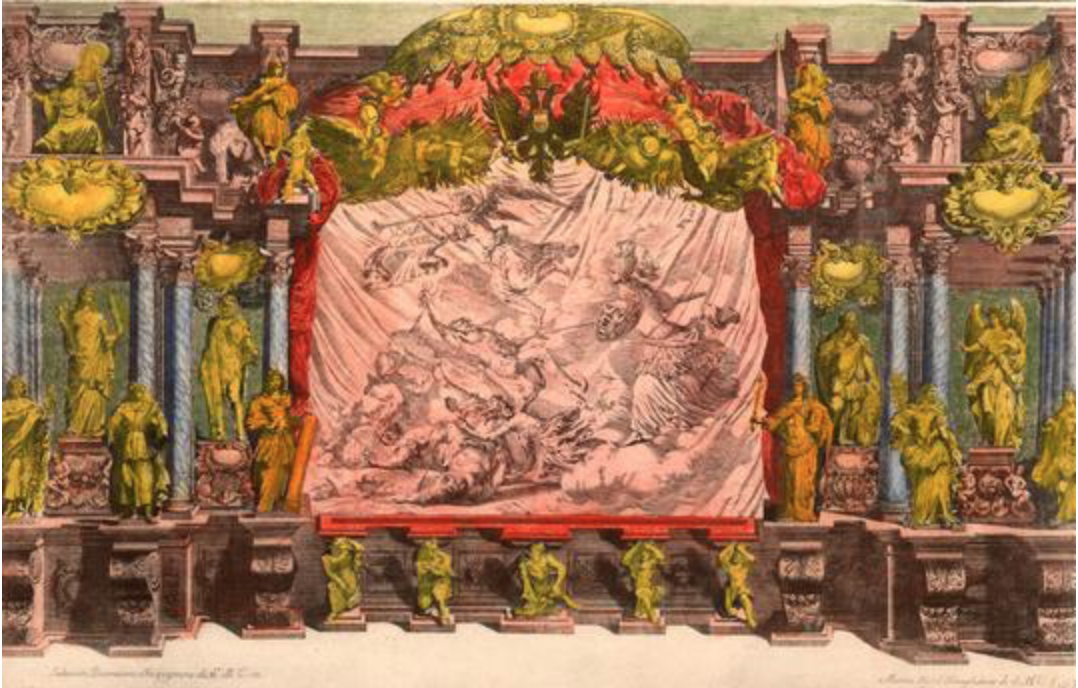
Vorhang zur Oper Il Fuoco Eterno delle Vestali (1674)

Nach den Zerstörungen durch die Türkenkriege baute Lodovico Ottavio Burnacini das Schloss Neue Favorita wieder auf (1687–1691). Es wurde dort auch ein Opernsaal eingebaut, wo u. a. 1716 Johann Joseph Fux’ Oper Angelica, vintrice d’Alcina aufgeführt wurde.
Erst 1709 wurde mit dem Theater am Kärntnertor wieder ein eigenständiges Theater in Wien eröffnet.
Im Jahr 2016 würdigte das Theatermuseum Wien in der Ausstellung Spettacolo Barocco u. a. das Theater auf der Cortina.